# Progress MS-16
Progress MS-16 (ryska: Прогресс МС-16) eller som NASA kallar den, Progress 77 eller 77P, är en flygning av en rysk obemannad rymdfarkost som ska leverera förnödenheter, syre, vatten och bränsle till Internationella rymdstationen (ISS). Den sköts upp med en Sojuz-2.1a-raket, från Kosmodromen i Bajkonur, den 15 februari 2021.
Farkosten dockade med rymdstationens Pirs-modul, den 17 februari 2021.
Farkosten lämnade rymdstationen den 26 juli 2021 och tog då med sig Pirs-modul]en, för att ge plats åt den nya ryska modulen Nauka.

### Fotnoter
1. ↑  ”NASA Space Science Data Coordinated Archive” (på engelska). NASA. https://nssdc.gsfc.nasa.gov/nmc/spacecraft/display.action?id=2021-011A. Läst 4 mars 2021.
2. 1 2 3 4 5  Mark Garcia (17 februari 2021). ”Russian Progress Cargo Craft Docks to Station” (på engelska). NASA. https://blogs.nasa.gov/spacestation/2021/02/17/russian-progress-cargo-craft-docks-to-station/. Läst 17 februari 2021.